# Pemberton-Billing P.B.9
Pemberton-Billing P.B.9 là một loại máy bay trinh sát/tiêm kích của Anh trong Chiến tranh thế giới I, do Pemberton-Billing Limited chế tạo.

## Quốc gia sử dụng
Anh Quốc
- Cục Không quân Hải quân Hoàng gia

## Tính năng kỹ chiến thuật
Dữ liệu lấy từ Thetford 1958
Đặc điểm tổng quát
- Kíp lái: 1
- Chiều dài: 20 ft  in (6.1 m)
- Sải cánh: 26 ft  in (7.93 m)
- Động cơ: 1 × Gnome, 50 hp (37 kW)

Hiệu suất bay
- Vận tốc cực đại: 78 mph (126 km/h)
- Thời gian bay: 3 giờ
- Vận tốc lên cao: 500 ft/min (2,5 m/s)